# Dolní Dunajovice
Dolní Dunajovice é uma comuna checa localizada na região de Morávia do Sul, distrito de Břeclav‎.

## Pessoas notáveise
- Karl Renner (1870-1950), Presidente e chanceler austríaco.